# День до
«День до» — российский фантастический фильм режиссёров Александра Котта, Владимира Котта, Александра Карпиловского и Бориса Хлебникова. В главных ролях: Елена Лядова, Александр Петров и Юрий Стоянов.

## Сюжет
Сборник новелл объединен общей идеей. Грядёт глобальная катастрофа: к планете Земля направляется красная комета. У человечества остался всего один день. Разные представители российского общества по-разному проводят этот день.
Фильм состоит из 5 новелл. В новелле «Рома и Юля» (режиссер Александр Котт) показана история современных российских Ромео и Джульетты, которым родные не дают быть вместе даже в последний день существования Земли.
Новелла «Мишка» (режиссер Александр Карпиловский) изображает, как старые друзья ссорятся в последний день существования планеты, но примиряются благодаря наивной вере в лучшее маленького мальчика.
Новелла «Поэт» (режиссер Владимир Котт) рассказывает, как известный детский поэт, когда-то замороженный в криокапсуле, приходит в себя накануне конца света в обычной московской семье. Поначалу от него скрывают информацию о грядущем апокалипсисе, но он все-таки узнает о нем и поступает как человек с большим сердцем: помогает спастись своему юному другу.
Новелла «Наследие человечества» (режиссер Борис Хлебников) рассказывает историю посредственного эстрадного композитора, который решил любой ценой добиться, чтобы его песня попала в перечень культурного наследия страны, которое будет сохранено, несмотря на апокалипсис.
Перемежают 4 истории отрывки из новеллы «Телепрограмма» (режиссер Александр Котт), представляющей собой пародию на выпуск телепередачи «Пусть говорят» с Андреем Малаховым, вышедший в последний день существования планеты.

## В ролях
- Александр Петров — Рома
- Зоя Буряк — мать Ромы
- Дана Абызова — Юля
- Александр Лыков — отец Юли
- Наталья Суркова — мать Юли
- Иван Краско — дед Юли
- Григорий Татаренко — брат Юли
- Павел Татаренко — брат Юли
- Дарья Мороз — Вера Турицына, мама Мишки и Насти
- Анатолий Белый — отец Мишки и Насти
- Елена Лядова — Лариса
- Сергей Фролов — Слава
- Даниил Муравьёв-Изотов — Мишка
- Александра Потехина — Настя
- Эрик Трушицын — Стёпа
- Алла Одинг — Ольга Кораблёва, жена Бориса
- Валерий Кухарешин — Борис Кораблёв, друг Зерцалова
- Юрий Стоянов — Аркадий Зерцалов, поэт
- Александр Карпухов — Вадим Кораблёв
- Екатерина Федулова — Лена Кораблёва
- Артемий Шаффер — Денис Кораблёв
- Ксения Раппопорт — Маша
- Анна Пармас — Лидия Вячеславовна, писательница
- Сергей Бурунов — Басов, композитор
- Сергей Маковецкий — Павел Евгеньевич Грушевский, министр культуры
- Игорь Золотовицкий — Данила Сергеевич, режиссёр
- Юлия Баталова — жена Басова
- Надежда Толубеева — дочь Басова
- Геннадий Смирнов — мужчина в очках
- Андрей Малахов — камео
- Алексей Одинг — Григорий Степанович Горбенко
- Екатерина Ильина — Светлана Кривошеева
- Филипп Киркоров — камео
- Олеся Железняк — Соня Парамонова
- Татьяна Григорьева — Рита Владимировна Кривошеева
- Сергей Бадичкин — Егор Кривошеев
- София Извекова — Лиза Кривошеева
- Алина Кучинская — Мария Кривошеева
- Владимир Ткаченко — сын Кривошеева

## История создания
Впервые о проекте было объявлено в апреле 2014 года, и первоначально предполагалось, что «День до» будет веб-сериалом на портале «YouTube», однако данный формат не был реализован, так как спустя полгода переговоров сотовый оператор «Билайн» отказался от финансирования сериала. Затем на основе исходной идеи проект был преобразован в полнометражный фильм, для чего из более двадцати написанных для него сценариев были выбраны четыре истории в разных жанрах (драма, мелодрама, комедия и социальная сатира), и в 2015 году картина получила финансирование от Фонда кино — 25 миллионов рублей на возвратной основе и ещё столько же на безвозвратной. Премьера фильма состоялась в августе 2016 года на кинофестивале «Окно в Европу». В кинопрокат фильм должен был выйти в марте 2017 года ограниченным релизом на 150—200 копий, однако за три месяца до выхода прокатчик «Парадиз» по неизвестным причинам отменил показ. По мнению Александра Котта, сложности с выходом фильма в прокат могли быть связаны с тем, что в одной из новелл, снятой Борисом Хлебниковым, высмеивается образ министра культуры. Широкая премьера фильма состоялась 15 января 2019 года на сайте онлайн-кинотеатра ivi.ru.

## Награды
В 2016 году режиссёр Борис Хлебников и сценарист Пётр Тодоровский за свою новеллу «Наследие человечества» получили диплом конкурса киноальманахов «OMNIBUS» на кинофестивале «Киношок» «за способность хохотать на краю мрачной бездны».